# Edme Bernard Gauthier d'Hauteserve
Edme Bernard Gauthier d'Hauteserve est un homme politique français né le 10 novembre 1792 à Clichy-la-Garenne (Hauts-de-Seine) et mort le 18 avril 1868 à Longueville (Manche).

## Biographie
Officier dans la garde nationale de Paris, il est sous-préfet à Montpellier en 1816, puis à Bagnères-de-Bigorre en 1825. La même année, il devient régisseur des octrois de Paris. Il est député des Hautes-Pyrénées de 1831 à 1845, siégeant dans la majorité soutenant les ministères de la Monarchie de Juillet.

## Sources
- « Edme Bernard Gauthier d'Hauteserve », dans Adolphe Robert et Gaston Cougny, Dictionnaire des parlementaires français, Edgar Bourloton, 1889-1891 [détail de l’édition]